# Duets - Tutti cantano Cristina
| Recensione | Giudizio |
| ---------- | -------- |
| Rockol     |          |

Duets – Tutti cantano Cristina è un album di Cristina D'Avena pubblicato il 10 novembre 2017 dalla Warner Music Italy, il primo disco successivo alla separazione da RTI Music.

## Descrizione
L'opera è stata anticipata, pochi giorni prima dell'uscita, dal singolo estratto Occhi di gatto in duetto con Loredana Bertè.
Il disco contiene 16 sigle incise e arrangiate nuovamente per l'occasione. L'album è una collaborazione tra Cristina D'Avena e 16 artisti della musica italiana, ognuno in duetto in una diversa canzone con l'artista.
Secondo quanto dichiarato dall'artista, l'idea dell'album nasce da un suo stesso desiderio concretizzatosi con la sua partecipazione al Festival di Sanremo 2016. Alla produzione dell'opera erano stati contattati anche altri artisti (tra cui Jovanotti, Marco Mengoni e Caparezza) che per impegni degli stessi, non hanno potuto collaborare, ma che potrebbero essere presenti in un eventuale album successivo.

### Edizione Deluxe
L'album è stato pubblicato anche in una versione limitata in doppio vinile rosso. All'interno dell'album vi è una dedica di Cristina a tutti coloro che sono dietro la produzione fisica e "morale" dell'album, dagli autori originali ai fan stessi dell'artitsta.
I vinili sono inseriti in due confezioni rigide ricoperte dalle foto e dalle informazioni sulla produzione dei brani. Nonostante la tiratura fosse limitata, è stato ristampato due volte, portando il numero da 1000 copie iniziali a 3000.

## Tracce
Testi di Alessandra Valeri Manera tranne dove specificato; edizioni musicali RTI S.p.A..
1. Pollon, Pollon combinaguai (feat. J-Ax) – 3:35 (testo: Alessandra Valeri Manera, Vladimiro Albera, Alessandro Aleotti[5] – musica: Piero Cassano)
2. Nanà Supergirl (feat. Giusy Ferreri) – 3:24 (musica: Piero Cassano)
3. L'incantevole Creamy (feat. Francesca Michielin) – 2:37 (musica: Giordano Bruno Martelli)
4. Occhi di gatto (feat. Loredana Bertè) – 3:40 (musica: Carmelo Carucci)
5. Kiss Me Licia (feat. Baby K) – 3:07 (testo: Alessandra Valeri Manera, Claudia Nahum[5] – musica: Giordano Bruno Martelli)
6. Magica, magica Emi (feat. Arisa) – 3:24 (musica: Giordano Bruno Martelli)
7. Mila e Shiro 2 cuori nella pallavolo (feat. Annalisa) – 2:51 (musica: Carmelo Carucci)
8. Jem (feat. Emma Marrone) – 3:00 (musica: Carmelo Carucci)
9. I Puffi sanno (feat. Michele Bravi) – 3:08 (musica: Vincenzo Draghi)
10. Siamo fatti così (feat. Elio) – 2:31 (musica: Massimiliano Pani)
11. È quasi magia Johnny (feat. La Rua) – 2:58 (musica: Carmelo Carucci)
12. Una spada per Lady Oscar (feat. Noemi) – 3:34 (musica: Carmelo Carucci)
13. Che campioni Holly e Benji (feat. Benji & Fede) – 3:17 (musica: Silvio Amato)
14. Sailor Moon (feat. Chiara Galiazzo) – 3:15 (musica: Carmelo Carucci)
15. Piccoli problemi di cuore (feat. Ermal Meta) – 4:17 (musica: Franco Fasano)
16. All'arrembaggio! (feat. Alessio Bernabei) – 2:52 (musica: Max Longhi, Giorgio Vanni)

## Produzione
- Cristina D'Avena – Direzione artistica
- Warner Music – Organizzazione e coordinamento artistico
- Crioma S.r.l. – Coordinamento progetto e PR
- Luisa Carcavale – Foto
- Mario Bove – Foto backstage
- Giulia Benassai – Foto backstage per Alessio Bernabei
- Patrizio Squeglia – Artwork
- Susanna Ausoni – Trucco
- Patrizia Delcuratolo – Styling
- Niky Epi per Aldo Coppola – Acconciature

### Concessioni delle etichette discografiche
- J-Ax courtesy of Sony Music Entertainment S.p.A.
- Giusy Ferreri courtesy of Sony Music Entertainment S.p.A.
- Francesca Michielin courtesy of Sony Music Entertainment S.p.A.
- Loredana Bertè courtesy of Warner Music Italia S.r.l. e Bandabebè S.r.l.
- Baby K courtesy of Sony Music Entertainment S.p.A.
- Annalisa courtesy of Warner Music Italia S.r.l.
- Emma courtesy of Universal Music Italia S.r.l.
- Michele Bravi courtesy of Universal Music Italia S.r.l.
- La Rua courtesy of Universal Music Italia S.r.l.
- Noemi courtesy of Sony Music Entertainment S.p.A.
- Benji & Fede courtesy of Warner Music Italia S.r.l.
- Chiara courtesy of Sony Music Entertainment S.p.A.
- Ermal Meta courtesy of Tetoyoshi Music Italia S.a.s.
- Alessio Bernabei courtesy of Warner Music Italia S.r.l.

## Produzione e formazione dei brani
Tutti i brani tranne Pollon, Pollon combinaguai, Kiss me Licia e Siamo fatti così
- Marco Barusso – Mixaggio al BRX Studio, Milano (tranne È quasi magia Johnny)
- Dario Valentini – Assistente di studio (tranne Una spada per Lady Oscar, È quasi magia Johnny)
- Alessandro "Gengy" Di Guglielmo – Mastering a Elettroformati, Milano

### Pollon, Pollon combinaguai
- Roofio – produzione e registrazione al Karmadillo Studio, Paderno Dugnano (MI)
- Marco Zangirolami – produzione addizionale, mixaggio, registrazione voce Cristina e mastering al Noize Studio, Milano
- ???? – registrazione voce J-Ax al Newtopia Studios, Milano

### Nanà Supergirl
- Will Medini – arrangiamento, arrangiamento archi, tastiere, pianoforte, programmazione
- Davide Tagliapietra – arrangiamento, chitarre, programmazioni e registrazione a ilBunker, Milano
- Gabriele Cannarozzo – basso
- Phil Mer – batteria

### L'incantevole Creamy
- Will Medini – arrangiamento, arrangiamento archi, tastiere, pianoforte, programmazione
- Davide Tagliapietra – arrangiamento, chitarre, programmazioni e registrazione a ilBunker, Milano

### Kiss Me Licia
- Rocco Rampino – produzione
- Stefano Stabber Tartaglini – mixing e mastering
- Adel Al Kassem – registrazione voci al Massive Arts Studios, Milano

### Magica magica Emi
- Luca Mattioni – arrangiamento, tastiere, pianoforte, programmazione
- Francesco Ambrosini – tastiere addizionali, cori e registrazione al Stripe Studio, Milano
- Luca Mezzadra – registrazione voci al Massive Arts Studios, Milano
- Luca Meneghello – chitarre
- Marco Mangelli – basso
- Enrico "Ninja" Matta – batteria

### Mila e Shiro due cuori nella pallavolo
- Luca Mattioni – arrangiamento, tastiere, pianoforte, programmazione
- Francesco Ambrosini – tastiere addizionali, cori e registrazione al Stripe Studio, Milano
- Luca Mezzadra – registrazione voci al Massive Arts Studios, Milano
- Luca Meneghello – chitarre
- Marco Mangelli – basso
- Enrico "Ninja" Matta – batteria

### Jem
- Luca Mattioni – arrangiamento, tastiere, pianoforte, programmazione
- Francesco Ambrosini – tastiere addizionali, cori e registrazione allo Stripe Studio, Milano
- Adel Al Kassem – registrazione voci al Massive Arts Studios, Milano
- Luca Meneghello – chitarre
- Marco Mangelli – basso
- Enrico "Ninja" Matta – batteria

### I Puffi sanno
- Valeriano Chiaravalle – arrangiamento
- Adel Al Kassem – registrazione voci al Massive Arts Studio (MI)
- Davide Aru – chitarre
- Luca Visigalli – basso

### Siamo fatti così
- Roofio – produzione e registrazione al Karmadillo Studio, Paderno Dugnano (MI)
- Marco Zangirolami – produzione addizionale, mixaggio e mastering al Noize Studio (MI), registrazione voci Cristina al Noize Studio
- Matteo Ambrosin – registrazione voci Elio a Studio Panino (MI)

### È quasi magia Johnny
- La Rua – arrangiamento
- Dario Faini – supervisione arrangiamento
- Nacor Fischetti – Registrazione e mixiaggio

### Una spada per Lady Oscar
- Will Medini – arrangiamento, arrangiamento archi, tastiere, pianoforte, programmazione
- Davide Tagliapietra – arrangiamento, chitarre, programmazione e registrazione a ilBunker, Milano
- Gabriele Cannarozzo – basso
- Phil Mer – batteria

### Che campioni Holly e Benji
- Will Medini – arrangiamento, arrangiamento archi, tastiere
- Davide Tagliapietra – arrangiamento, chitarre, programmazione e registrazione a ilBunker, Milano

### Sailor Moon
- Will Medini – arrangiamento, arrangiamenti archi, tastiere, pianoforte, programmazione
- Davide Tagliapietra – arrangiamento, chitarre, programmazioni, registrazione a ilBunker, Milano

### Piccoli problemi di cuore
- Luca Mattioni – arrangiamento, tastiere, pianoforte e programmazione allo Stripe Studio, Milano
- Francesco Ambrosini – tastiere addizionali, cori, registrazione allo Stripe Studio, Milano
- Adel Al Kassem – registrazione voci al Massive Arts Studios, Milano
- Luca Meneghello – chitarre
- Marco Mangelli – basso
- Enrico "Ninja" Matta – batteria

### All'arrembaggio
- Andrea Papazzoni – produzione, programmazione ritmica, archi, sintetizzatore
- Arianna Mereu – produzione, arrangiamenti voci e cori, archi, programmazione ritmica
- Riccardo "Deepa" di Paola – sintetizzatore
- Marco Zangirolami – registrazione voce di Cristina e cori al Noize Studio, Milano
- ???? – registrazione pianoforte, chitarre e voce di Alessio a Nuvole e Sole Produzioni (MI)
- Matteo Costanzo – chitarre
- Marco Barusso – chitarre aggiuntive
- Gabriele Greco – basso
- Alex Torjussen – batteria
- Clarissa D'Avena – cori
- Andrea Galgano – cori
- Mario Bove – cori

## Premi e riconoscimenti
- 2018 –  Premio Wind Music Awards[6]

## Classifiche

### Classifiche settimanali
| Classifica (2017) | Posizione massima |
| ----------------- | ----------------- |
| Italia            | 1                 |

### Classifiche di fine anno
| Classifica (2017) | Posizione |
| ----------------- | --------- |
| Italia            | 20        |